# Röhm RG 88

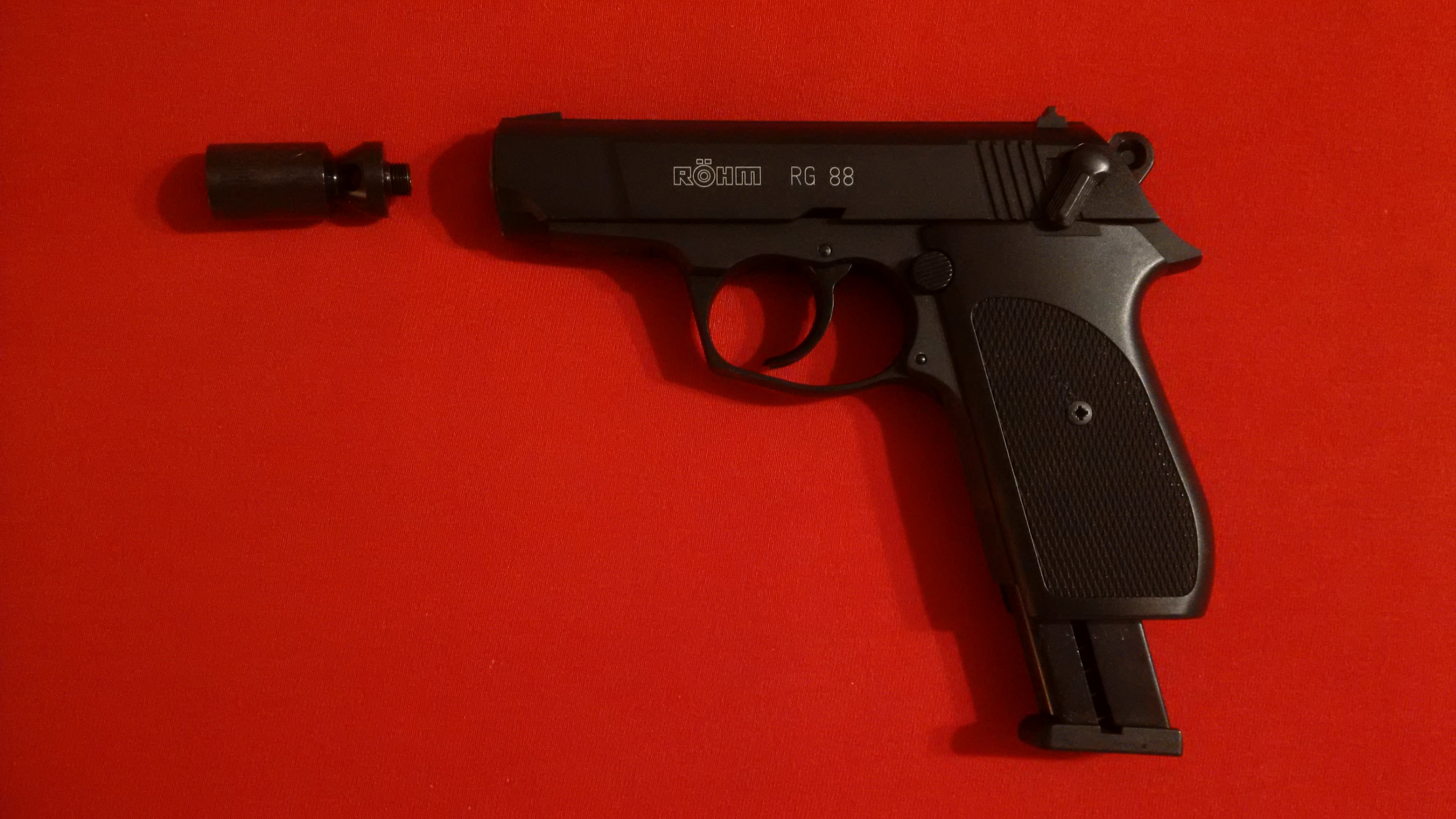
Beispielbild einer Röhm RG 88, gesichert und entladen

Die  Röhm RG 88 ist eine Schreckschusswaffe. Sie ist kein Nachbau eines originalen Vorbilds im Gegensatz zur Röhm RG 96. Die Röhm RG 88 wurde von der Firma Röhm GmbH entworfen. Es gibt sie in sechs verschiedenen Varianten: Altnickel, Brüniert, Vernickelt, Velourvernickel, Chrom und Steel Finish. Sie ist – wie alle Signal-, Reizstoff- und Schreckschusswaffen mit PTB-Prüfzeichen – für Personen ab einem Alter von 18 Jahren frei erhältlich. Zum Führen außerhalb des eigenen Grundstückes ist der kleine Waffenschein erforderlich. Die Röhm RG 88 wurde von 1994 bis April 2010 von der Firma Röhm in Sontheim gefertigt, ab April 2010 wurde die Firma Röhm durch die Firma Umarex übernommen, und diese produzierte die Röhm RG88 und andere Modelle weiter, aber mit neuen Beschichtungsarten (Steel Finish, Gold Bicolor, Alu Chrom und Polish Chrom) weiter.
Anfang 1994 gab es die Röhm RG 88 mit einem M10-Gewinde, was ca. bis 1998 verbaut wurde. Ab 1999 kam das Standard M8-Gewinde, so wie es bei den Modellen RG 96 und Vektor CP1 bereits vorhanden war. Seit dem Jahr 2011 hat die Firma Umarex ein neues Beschichtungsverfahren (Steel Finish) mit verschiedenen Modellen auf den Markt gebracht, darunter fallen nicht nur Röhm-Waffen wie Vektor CP1 und RG 88, sondern auch bereits bestehende Umarex-Modelle wie die H&K P30 und Walther PP. Ab dem Jahr 2018 gab es eine Bicolor-Gold-Ausführung und ab dem Jahr 2020 Alu-Chrom- und Polish-Chrom-Varianten.
Die Röhm RG 88 hat kein originales Vorbild, sondern ist eine eigens entworfene Waffe der Firma Röhm, doch Ähnlichkeiten mit der Röhm 735/725 sind unbestritten, so könnte man die RG 88 auch als kleinen Bruder der 735/725 bezeichnen. Einzige Neuerung durch Umarex war die Beschriftung der Röhm-Waffen. So wurde das ursprüngliche Röhm-Spannwerkzeugsymbol durch ein herkömmlich „Ö“ ersetzt, und die Beschriftung der Waffen erfolgte durch einen aufgedruckten Schriftzug, statt eines ursprünglich in den Schlitten eingelassenen Schriftzugs.
Die Waffe wird durch eine Schlagbolzensicherung mit Entspannfunktion gesichert. Dabei verdeckt eine drehbare Walze den Schlagbolzen, eine gespannte Waffe wird beim Betätigen entspannt. Dies verhindert, dass der Hahn getroffen werden kann. Eine Sicherheitsrast fehlt jedoch. Der Abzug lässt sich im gesicherten Zustand durchziehen, dabei wird der Hahn nicht mitgeführt. Beim Durchladen schnellt der Hahn wieder in seine Ruhestellung zurück und bleibt nicht in der gespannten Stellung. Dies schützt vor einer ungewollten Schussabgabe.